# Tsoili-Tsoili Community
Tsoili-Tsoili Community är en gemenskap i Lesotho.   Den ligger i distriktet Leribe District, i den nordvästra delen av landet, 40 km nordost om huvudstaden Maseru.